# Primera División de Costa Rica 1928
Die Saison 1928 war die 8. Spielzeit der Primera División de Costa Rica, der höchsten costa-ricanischen Fußballliga. Es nahmen fünf Mannschaften teil. Alajuela holte den ersten Meistertitel der Vereinsgeschichte.

## Austragungsmodus
- Die fünf teilnehmenden Teams spielten in einer Einfachrunde (Hin- und Rückspiel) im Modus Jeder gegen Jeden den Meister aus.
- CS La Libertad zog sich nach nur einer gespielten Begegnung zurück, welche nicht in der Tabelle gewertet wurde.

## Endstand
| Pl.             | Verein           | Sp. | S | U | N | Tore    | Diff. | Punkte |
| --------------- | ---------------- | --- | - | - | - | ------- | ----- | ------ |
| 1.              | LD Alajuelense   | 6   | 5 | 0 | 1 | 017:900 | +8    | 10     |
| 2.              | SG Española      | 6   | 4 | 0 | 2 | 009:130 | −4    | 08     |
| 3.              | CS Herediano (M) | 6   | 3 | 0 | 3 | 023:900 | +14   | 06     |
| 4.              | CS Juventud      | 6   | 0 | 0 | 6 | 005:230 | −18   | 0      |
| 5.              | CS La Libertad   | 0   | 0 | 0 | 0 | 000:000 | ±0    | 0      |
| Stand: Endstand |                  |     |   |   |   |         |       |        |

## Pokalwettbewerb

### Copa Argentor 1928/29
Die Copa Argentor wurde nach der Saison von Dezember 1928 bis Januar 1929 ausgespielt.
LD Alajuelense spielte im Finale 1:1 gegen Orión, das Entscheidungsspiel gewannen sie mit 3:1.